# Stenosemus perforatus
Stenosemus perforatus is een keverslakkensoort uit de familie van de Ischnochitonidae. De wetenschappelijke naam van de soort werd in 1990 voor het eerst geldig gepubliceerd door Pieter Kaas.